# Arthur Goldreich
Arthur Goldreich, född 25 december 1929 i Johannesburg, död 24 maj 2011 i Herzliya i Israel, var en sydafrikansk-israelisk abstrakt målare och antiapartheidaktivist som lyckades fly under Rivoniarättegången och ta sig till Israel.
Goldreich drev farmen Liliesleaf i Rivonia (en förstad till Johannesburg) från 1961 till 1963. Den var täckmantel för sydafrikanska kommunistpartiet och ANC och användes som tillflyktsort för bland annat Nelson Mandela. 1963 genomsöktes farmen av sydafrikansk polis. De som befann sig på farmen greps och åtalades i vad som skulle komma att kallas Rivoniarättegången, en av milstolparna i antiapartheidkampen i Sydafrika. Goldreich själv lyckades fly ur häktet genom att muta en vakt. Han flydde till Tanzania och flyttade till Israel där han senare undervisade i design och konst.